# لوئیس ایندونی
لوئیس ایندونی (ایتالیایی: Luis Induni؛ ‏ ۵ مارس ۱۹۲۰ – ۳۱ دسامبر ۱۹۷۹) بازیگر اهل اسپانیا بود.
از فیلم‌ها یا برنامه‌های تلویزیونی که وی در آن نقش داشته‌است، می‌توان به مشت، دزدان دریایی و کاراته، رتلر کید، زورو، انتقام‌جو، ماریا مورنا، زیبای سیاه، مردی که می‌خواست خود را بکشد، بیست گام تا مرگ، مردی با چهره عجیب به‌دنبال توست تا تو را بکشد و یک گلوله کافی است اشاره کرد.